# Just Dance 2024 Edition
Just Dance 2024 Edition es el decimoquinto videojuego de ritmo de baile de la serie Just Dance y el segundo que se lanza como paquete de canciones anuales que se acumulan en el juego base Just Dance® una vez adquiridos, después de que la serie cambiara a un formato de servicio en vivo. Precedido por Just Dance 2023 Edition, desarrollado y publicado por Ubisoft. Se lanzará el 24 de octubre de 2023 para Nintendo Switch, PlayStation 5 y Xbox Series X y Series S.

## Modo de juego
Como en las anteriores entregas, el jugador tiene que seguir al entrenador de la pantalla como si este fuera su reflejo en un espejo.
La interfaz de usuario del juego es igual a la de Just Dance 2023 Edition, ya que forman parte del mismo juego base, y a partir de ahora los lanzamientos anuales funcionan como paquetes de canciones que se añaden al juego cuando son adquiridas. Independientemente de si tienes o no la edición de 2023 o la de 2024, todos los jugadores se conectan a la misma plataforma y pueden jugar juntos en línea.

## Lista de canciones
Anunciado el 12 de junio de 2023 durante la conferencia de Ubisoft Forward, se confirma que las siguientes 41 canciones (más 1 canción exclusiva para Japón) son las que trae el paquete de canciones de Just Dance 2024 Edition que se incorporarán al juego base:
| Canción                                  | Artista                                           | Año  | Modo     | Dificultad | Intensidad | Bailarín(a/es/as) |
| ---------------------------------------- | ------------------------------------------------- | ---- | -------- | ---------- | ---------- | ----------------- |
| A Night in the château de Versailles     | The Just Dance Orchestra                          | 2023 | Dúo      | Normal     | Relajada   | ♂/♀               |
| A Queda                                  | Gloria Groove                                     | 2021 | Solo     | Normal     | Moderada   | ♂                 |
| After Party                              | Banx & Ranx ft. Zach Zoya                         | 2023 | Solo     | Normal     | Moderada   | ♂                 |
| Butter                                   | BTS                                               | 2021 | Cuarteto | Extrema    | Intensa    | ♂/♂/♂/♂           |
| Calm Down                                | Rema                                              | 2022 | Dúo      | Fácil      | Relajada   | ♀/♂               |
| Canned Heat                              | Jamiroquai                                        | 1999 | Solo     | Normal     | Intensa    | ♂                 |
| Can't Tame Her                           | Zara Larsson                                      | 2023 | Solo     | Difícil    | Moderada   | ♀                 |
| Chaise Longue                            | Wet Leg                                           | 2021 | Dúo      | Normal     | Moderada   | ♀/♀               |
| Cradles                                  | Sub Urban                                         | 2019 | Solo     | Difícil    | Moderada   | ♂                 |
| Cure For Me                              | AURORA                                            | 2021 | Solo     | Normal     | Moderada   | ♀                 |
| DESPECHÁ                                 | ROSALÍA                                           | 2022 | Solo     | Fácil      | Relajada   | ♀                 |
| Don't Cha                                | The Pussycat Dolls ft. Busta Rhymes               | 2005 | Trío     | Normal     | Relajada   | ♀/♀/♀             |
| Flowers                                  | Miley Cyrus                                       | 2023 | Solo     | Fácil      | Relajada   | ♀                 |
| Gimme More                               | Britney Spears                                    | 2007 | Solo     | Normal     | Moderada   | ♀                 |
| How You Like That                        | BLACKPINK                                         | 2020 | Cuarteto | Extrema    | Intensa    | ♀/♀/♀/♀           |
| I Am My Own Muse                         | Fall Out Boy                                      | 2023 | Solo     | Difícil    | Intensa    | ♂                 |
| I Wanna Dance With Somebody              | Whitney Houston                                   | 1987 | Solo     | Normal     | Moderada   | ♀                 |
| I'm Good (Blue)                          | David Guetta & Bebe Rexha                         | 2022 | Dúo      | Normal     | Intensa    | ♀/♂               |
| I'm Not Here to Make Friends             | Sam Smith                                         | 2023 | Trío     | Normal     | Relajada   | ♀/♂/♀             |
| It's the Most Wonderful Time of the Year | Andy Williams                                     | 1963 | Trío     | Fácil      | Moderada   | ♂/♂/♀             |
| Kill Bill                                | SZA                                               | 2022 | Solo     | Fácil      | Relajada   | ♀                 |
| Makeba                                   | Jain                                              | 2015 | Trío     | Normal     | Moderada   | ♀/♀/♂             |
| My Name Is                               | D Billions                                        | 2020 | Cuarteto | Fácil      | Relajada   | ♂/♂/♀/♀           |
| Never Be Like You (NK)                   | Flume ft. Kai                                     | 2016 | Solo     | Difícil    | Intensa    | ♀                 |
| OTONABLUE                                | Atarashii Gakko!                                  | 2020 | Cuarteto | Normal     | Relajada   | ♀/♀/♀/♀           |
| Rapper's Delight*                        | The Sugarhill Gang (Groove Century)               | 1979 | Solo     | Normal     | Moderada   | ♂                 |
| Sail                                     | AWOLNATION                                        | 2010 | Solo     | Normal     | Moderada   | ♂                 |
| Say My Name                              | ATEEZ                                             | 2019 | Trío     | Extrema    | Intensa    | ♂/♂/♂             |
| Seven                                    | Jung Kook ft. Latto                               | 2023 | Solo     | Normal     | Moderada   | ♂                 |
| Shine a Little Love*                     | Electric Light Orchestra (The Sunlight Shakers)   | 1979 | Solo     | Normal     | Relajada   | ♂                 |
| Stronger (What Doesn't Kill You)         | Kelly Clarkson                                    | 2011 | Solo     | Fácil      | Intensa    | ♀                 |
| Survivor                                 | Destiny's Child                                   | 2001 | Trío     | Normal     | Intensa    | ♀/♀/♀             |
| Swan Lake*                               | Piotr Ilich Chaikovski (The Just Dance Orchestra) | 1877 | Solo     | Normal     | Moderada   | ♂-♀-♀-♂           |
| Tainted Love*                            | Imelda May (The Just Dancers)                     | 2010 | Cuarteto | Normal     | Intensa    | ♀/♂/♀/♀           |
| This Wish                                | Ariana DeBose                                     | 2023 | Solo     | Fácil      | Relajada   | ♀                 |
| Tití Me Preguntó                         | Bad Bunny                                         | 2022 | Trio     | Normal     | Moderada   | ♂/♂/♂             |
| Treasure                                 | Bruno Mars                                        | 2013 | Solo     | Normal     | Moderada   | ♂                 |
| vampire                                  | Olivia Rodrigo                                    | 2023 | Dúo      | Normal     | Moderada   | ♀/♀               |
| Wasabi                                   | Little Mix                                        | 2018 | Solo     | Normal     | Moderada   | ♀-♀               |
| Whitney                                  | Rêve                                              | 2022 | Solo     | Normal     | Moderada   | ♀                 |
| Woof                                     | Sofi Tukker ft. Kah-Lo                            | 2023 | Dúo      | Fácil      | Moderada   | ♂/♀               |
| you should see me in a crown             | Billie Eilish                                     | 2019 | Dúo      | Normal     | Moderada   | ♀/♀               |

- (*) Cover o versión de la canción original.
- () Canción exclusiva de Japón y posteriormente para todo el mundo en Just Dance+.
- Una (NK) indica que la canción no está disponible en Corea Del Sur

## Versiones Alternativas
Just Dance 2024 Edition también se compone de las siguientes 13 rutinas alternativas de los sencillos principales:
| Canción                     | Artista                             | Año  | Nombre                | Modo | Dificultad | Intensidad | Bailarín(a/es/as) |
| --------------------------- | ----------------------------------- | ---- | --------------------- | ---- | ---------- | ---------- | ----------------- |
| Butter                      | BTS                                 | 2021 | Versión Alternativa   | Solo | Normal     | Moderada   | ♂-♂-♂-♂           |
| Cure For Me                 | AURORA                              | 2021 | Versión Papel         | Solo | Normal     | Moderada   | ♀                 |
| Don't Cha                   | The Pussycat Dolls ft. Busta Rhymes | 2005 | Versión Extrema       | Solo | Extrema    | Intensa    | ♀                 |
| Flowers                     | Miley Cyrus                         | 2023 | Versión Fitness       | Solo | Normal     | Intensa    | ♀                 |
| Gimme More                  | Britney Spears                      | 2007 | Versión Extrema       | Solo | Extrema    | Intensa    | ♀                 |
| How You Like That           | BLACKPINK                           | 2020 | Versión Alternativa   | Solo | Normal     | Moderada   | ♀                 |
| I Wanna Dance With Somebody | Whitney Houston                     | 1987 | Versión Extravagancia | Solo | Fácil      | Relajada   | ♀                 |
| If You Wanna Party          | The Just Dancers                    | 2022 | Versión VIP           | Solo | Extrema    | Intensa    | ♀                 |
| I'm Good (Blue)             | David Guetta & Bebe Rexha           | 2022 | Versión Extrema       | Solo | Extrema    | Intensa    | ♂                 |
| Say My Name                 | ATEEZ                               | 2019 | Versión Alternativa   | Solo | Normal     | Moderada   | ♂                 |
| Survivor                    | Destiny's Child                     | 2001 | Versión Fitness       | Solo | Fácil      | Intensa    | ♀                 |
| Tití Me Preguntó            | Bad Bunny                           | 2022 | Versión Barbacoa      | Dúo  | Fácil      | Relajada   | ♂/♂               |
| Wasabi                      | Little Mix                          | 2018 | Versión Extrema       | Dúo  | Extrema    | Intensa    | ♀/♀               |

- () Canción alternativa exclusiva de Brasil.

## Just Dance+
Just Dance®+ es un servicio de streaming de pago que da acceso a un catálogo en constante crecimiento con acceso a las canciones de las ediciones anteriores, nuevas canciones a lo largo de todo el año y ventajas exclusivas cada temporada. Para acceder al servicio necesitas poseer al menos una de las ediciones desde Just Dance 2023 Edition en adelante.

#### Canciones Exclusivas
Esta es la lista de canciones exclusivas que se suman al catálogo principal a través de este servicio:
| Canción                                        | Artista                          | Año                              | Modo                             | Dificultad                       | Intensidad                       | Bailarín(a/es/as)                | Fecha estreno                          |
| Temporada 1: Disney Magical Time               | Temporada 1: Disney Magical Time | Temporada 1: Disney Magical Time | Temporada 1: Disney Magical Time | Temporada 1: Disney Magical Time | Temporada 1: Disney Magical Time | Temporada 1: Disney Magical Time | Temporada 1: Disney Magical Time       |
| ---------------------------------------------- | -------------------------------- | -------------------------------- | -------------------------------- | -------------------------------- | -------------------------------- | -------------------------------- | -------------------------------------- |
| A Whole New World                              | Disney's Aladdin                 | 1992                             | Dúo                              | Fácil                            | Relajada                         | ♀/♂                              | 5 de diciembre de 2023                 |
| Zero to Hero                                   | Disney's Hercules                | 1997                             | Trío                             | Normal                           | Moderada                         | ♀/♀/♀                            | 5 de diciembre de 2023                 |
| When Will My Life Begin                        | Disney's Tangled                 | 2010                             | Solo                             | Normal                           | Relajada                         | ♀                                | 9 de enero de 2024                     |
| I’ll Make a Man Out of You                     | Disney's Mulan                   | 1998                             | Solo                             | Normal                           | Moderada                         | ♀                                | 9 de enero de 2024                     |
| OTONABLUE                                      | Atarashii Gakko!                 | 2020                             | Cuarteto                         | Normal                           | Relajada                         | ♀/♀/♀/♀                          | 30 de enero de 2024                    |
| Temporada 2: Y2K                               |                                  |                                  |                                  |                                  |                                  |                                  |                                        |
| Boy’s a liar Pt. 2                             | PinkPantheress & Ice Spice       | 2023                             | Dúo                              | Normal                           | Moderada                         | ♂/♀                              | 27 de febrero de 2024                  |
| Hollaback Girl                                 | Gwen Stefani                     | 2005                             | Solo                             | Normal                           | Moderada                         | ♀                                | 27 de febrero de 2024                  |
| Sk8er Boi                                      | Avril Lavigne                    | 2002                             | Dúo                              | Normal                           | Intensa                          | ♂/♀                              | 26 de marzo de 2024                    |
| greedy                                         | Tate McRae                       | 2023                             | Solo                             | Difícil                          | Moderada                         | ♀                                | 26 de marzo de 2024                    |
| Evento 1: Night Swan: The Prequel              |                                  |                                  |                                  |                                  |                                  |                                  |                                        |
| Murder on the Dancefloor                       | Sophie Ellis-Bextor              | 2001                             | Dúo                              | Difícil                          | Moderada                         | ♀/♂                              | 14 de mayo de 2024                     |
| Darkest Hour                                   | The Rising Swan                  | 2024                             | Solo                             | Fácil                            | Moderada                         | ♀                                | 14 de mayo de 2024                     |
| Temporada 3: Lights Out!                       |                                  |                                  |                                  |                                  |                                  |                                  |                                        |
| Todo de Ti                                     | Rauw Alejandro                   | 2021                             | Solo                             | Normal                           | Moderada                         | ♂                                | 11 de junio de 2024                    |
| Don't Rush                                     | Young T & Bugsey ft. Headie One  | 2019                             | Dúo                              | Difícil                          | Moderada                         | ♂/♂                              | 11 de junio de 2024                    |
| Paparazzi                                      | Lady Gaga                        | 2008                             | Solo                             | Normal                           | Relajada                         | ♀                                | 9 de julio de 2024                     |
| Evento 2: Just Dance 2025 Edition Early Access |                                  |                                  |                                  |                                  |                                  |                                  |                                        |
| Calabria 2007*                                 | Enur ft. Natasja                 | 2007                             | Trío                             | Fácil                            | Moderada                         | ♂/♀/♂                            | 20 de agosto a 3 de septiembre de 2024 |
| Basket Case*                                   | Green Day                        | 1996                             | Trío                             | Fácil                            | Moderada                         | ♂/♂/♂                            | 20 de agosto a 3 de septiembre de 2024 |

- (VIP) Versión VIP-Made.
- "OTONABLUE" no forma parte de la Temporada 1, pero fue lanzada durante ésta.
- *Las canciones del Evento 2 solo están disponibles durante ese periodo. Luego serán canciones oficiales de Just Dance 2025 Edition desde su lanzamiento.

#### Canciones Legacy
Las canciones de entregas anteriores de Just Dance y presentadas anteriormente en Unlimited portadas al servicio (además de las 225 canciones que ya estaban disponibles desde Just Dance 2023 Edition) incluyen:
| Canción                                      | Artista                                             | Año  | Fecha de adición                                                             | Juego original      |
| -------------------------------------------- | --------------------------------------------------- | ---- | ---------------------------------------------------------------------------- | ------------------- |
| Funhouse                                     | P!nk                                                | 2008 | 23 de octubre de 2023                                                        | Just Dance 4        |
| One Thing                                    | One Direction                                       | 2012 | 23 de octubre de 2023                                                        | Just Dance 4        |
| The Lazy Song                                | Bruno Mars                                          | 2011 | 23 de octubre de 2023                                                        | Just Dance 4        |
| Gimme! Gimme! Gimme! (A Man In the Midnight) | ABBA                                                | 1980 | 23 de octubre de 2023 (Classic) 29 de abril de 2024 (Modo On-Stage)          | Just Dance 2014     |
| Papaoutai                                    | Stromae                                             | 2013 | 23 de octubre de 2023 (Classic) 28 de marzo de 2024 (Versión Danza Africana) | Just Dance 2015     |
| Fernando                                     | ABBA                                                | 1976 | 23 de octubre de 2023                                                        | ABBA: You Can Dance |
| Super Trouper                                | ABBA                                                | 1980 | 23 de octubre de 2023                                                        | ABBA: You Can Dance |
| Take a Chance on Me                          | ABBA                                                | 1978 | 23 de octubre de 2023                                                        | ABBA: You Can Dance |
| 24K Magic                                    | Bruno Mars                                          | 2016 | 23 de octubre de 2023                                                        | Just Dance 2018     |
| Fire                                         | LLP ft. Mike Diamondz                               | 2015 | 23 de octubre de 2023                                                        | Just Dance 2019     |
| 10.000 Luchtballonen                         | K3                                                  | 2015 | 23 de octubre de 2023                                                        | Just Dance 2020     |
| Policeman                                    | Eva Simons ft. Konshens                             | 2015 | 23 de octubre de 2023                                                        | Just Dance 2020     |
| Soy Yo                                       | Bomba Estéreo                                       | 2015 | 23 de octubre de 2023 (Classic) 28 de marzo de 2024 (Versión Serpiente)      | Just Dance 2020     |
| My Way                                       | Domino Saints                                       | 2021 | 23 de octubre de 2023                                                        | Just Dance 2022     |
| Waterval                                     | K3                                                  | 2021 | 23 de octubre de 2023                                                        | Just Dance 2022     |
| Come On Eileen                               | Dexys Midnight Runners                              | 1982 | 19 de febrero de 2024                                                        | Just Dance 2        |
| Bailando                                     | Enrique Iglesias con Gente de Zona & Descemer Buneo | 2014 | 19 de febrero de 2024                                                        | Just Dance 2015     |
| Dancing Queen                                | ABBA                                                | 1976 | 19 de febrero de 2024                                                        | ABBA: You Can Dance |
| Stupid Love                                  | Lady Gaga                                           | 2020 | 19 de febrero de 2024                                                        | Just Dance 2021     |
| DRUM GO DUM                                  | K/DA con Wolftyla, Bekuh BOOM & Aluna               | 2020 | 19 de febrero de 2024                                                        | Just Dance 2021     |
| Oops!... I Did It Again                      | Britney Spears                                      | 2000 | 27 de febrero de 2024                                                        | Just Dance 4        |
| I'm Outta Love                               | Anastacia                                           | 2000 | 27 de febrero de 2024                                                        | Just Dance 2022     |
| Maneater                                     | Nelly Furtado                                       | 2006 | 26 de marzo de 2024                                                          | Just Dance 4        |
| Take Me Out                                  | Franz Ferdinand                                     | 2004 | 26 de marzo de 2024                                                          | Just Dance 2        |
| Fine China                                   | Chris Brown                                         | 2013 | 29 de abril de 2024 (Classic) 28 de marzo de 2024 (Versión Extrema)          | Just Dance 2014     |
| I Kissed a Girl                              | Katy Perry                                          | 2007 | 28 de marzo de 2024 (Modo On-Stage) 25 de junio de 2024 (Modo Sweat)         | Just Dance 2014     |
| Lay All Your Love On Me                      | ABBA                                                | 1981 | 28 de marzo de 2024                                                          | ABBA: You Can Dance |
| Crazy Little Thing                           | ANJA                                                | 2012 | 29 de abril de 2024                                                          | Just Dance 4        |
| I Feel It Coming                             | The Weeknd ft. Daft Punk                            | 2016 | 29 de abril de 2024                                                          | Just Dance 2019     |
| Done For Me                                  | Charlie Puth ft. Kehalni                            | 2018 | 29 de abril de 2024                                                          | Just Dance 2019     |
| I Luh Ya Papi                                | Jennifer Lopez ft. French Montana                   | 2014 | 28 de mayo de 2024                                                           | Just Dance 2015     |
| La Bicicleta                                 | Carlos Vives & Shakira                              | 2016 | 28 de mayo de 2024                                                           | Just Dance 2017     |
| Criminal                                     | Natti Natasha x Ozuna                               | 2017 | 28 de mayo de 2024                                                           | Just Dance 2019     |
| YO LE LLEGO                                  | J Balvin & Bad Bunny                                | 2019 | 28 de mayo de 2024                                                           | Just Dance 2021     |
| Part of Me                                   | Katy Perry                                          | 2010 | 11 de junio de 2024                                                          | Just Dance 4        |
| Circus                                       | Britney Spears                                      | 2008 | 11 de junio de 2024 (Versión Extrema)                                        | Just Dance 2016     |
| Lollipop                                     | MIKA                                                | 2007 | 25 de junio de 2024                                                          | Just Dance 3        |
| Roar                                         | Katy Perry                                          | 2013 | 25 de junio de 2024                                                          | Just Dance 2014     |
| Better When I'm Dancing                      | Meghan Trainor                                      | 2015 | 25 de junio de 2024                                                          | Just Dance 2016     |
| The Greatest                                 | Sia                                                 | 2016 | 25 de junio de 2024                                                          | Just Dance 2017     |
| Follow the White Rabbit                      | Madison Beer                                        | 2021 | 25 de junio de 2024                                                          | Just Dance 2022     |
| Daisy                                        | Ashnikko                                            | 2020 | 25 de junio de 2024                                                          | Just Dance 2022     |
| Dance All Nite                               | ANJA                                                | 2010 | 9 de julio de 2024                                                           | Just Dance 3        |
| Hot For Me                                   | A.K.A.                                              | 2011 | 9 de julio de 2024                                                           | Just Dance 4        |
| We R Who We R                                | Ke$ha                                               | 2011 | 9 de julio de 2024                                                           | Just Dance 4        |
| Promiscuous                                  | Timbaland ft. Nelly Furtado                         | 2006 | 23 de julio de 2024                                                          | Just Dance 3        |
| Love You Like a Love Song                    | Selena Gomez & the Scene                            | 2011 | 23 de julio de 2024                                                          | Just Dance 4        |
| Maps                                         | Maroon 5                                            | 2014 | 23 de julio de 2014                                                          | Just Dance 2015     |
| Blinding Lights                              | The Weekend                                         | 2019 | 23 de julio de 2024                                                          | Just Dance 2021     |
| Moves Like Jagger                            | Maroon 5 ft. Christina Aguilera                     | 2011 | 27 de agosto de 2024                                                         | Just Dance 4        |
| Summer                                       | Calvin Harris                                       | 2014 | 27 de agosto de 2024                                                         | Just Dance 2015     |
| You Spin Me Round (Like a Record)            | Dead or Alive                                       | 1983 | 27 de agosto de 2024                                                         | Just Dance 2015     |
| Don't Worry                                  | Madcon ft. Ray Dalton                               | 2015 | 27 de agosto de 2024                                                         | Just Dance 2017     |
| Safe and Sound                               | Capital Cities                                      | 2011 | 24 de septiembre de 2024                                                     | Just Dance 2014     |
| I’m An Albatraoz                             | AronChupa                                           | 2014 | 24 de septiembre de 2024                                                     | Just Dance 2016     |
| RADICAL                                      | Dyro & Dannic                                       | 2014 | 24 de septiembre de 2024                                                     | Just Dance 2017     |
| Narco                                        | Blasterjaxx & Timmy Trumpet                         | 2017 | 24 de septiembre de 2024                                                     | Just Dance 2019     |